# Mish'al bin Majid Al Sa'ud
Mishʿal bin Mājid Āl Saʿūd (in arabo مشعل بن ماجد بن عبد العزيز آل سعود‎?; Riad, 1957) è un principe, politico e imprenditore saudita, membro della famiglia reale Āl Saʿūd.

## Primi anni di vita e formazione
Mish'al bin Majid è nato a Riad nel 1957 ed è figlio del defunto principe Majid bin 'Abd al-'Aziz Al Sa'ud e di Nuf bint Abd Allah Al Fahd Al Muhanna. Ha un fratello, Abd al-Aziz e cinque sorelle. Una di loro, Jawaher, è stata la prima donna saudita a cui è stato concesso il titolo di patrona delle arti in Arabia Saudita. Con la famiglia, nel 1971, si è trasferito a Gedda.
Il principe è stato educato interamente in Arabia Saudita ed ha conseguito una laurea in business e pubblica amministrazione all'Università Re Sa'ud.

## Carriera
Prima di diventare governatore di Gedda nel 1998, Mish'al ha lavorato sedici anni nel settore privato.
Il governatorato di Gedda, di grado inferiore al governatorato di una provincia, funziona come un dipartimento separato sotto la guida del governatore della Provincia della Mecca e in stretta collaborazione con il ministero dell'interno. Il principe è stato visto spesso in pubblico, in giro per la città ad inaugurazioni, cerimonie e matrimoni ed appare accessibile e impegnato nel suo ruolo.
Il quotidiano Okaz, che ha sede nella città, lo ha spesso lodato per il suo tentativo di preservare i valori e la cultura tradizionali pur essendo di carattere liberale.

## Altre posizioni
Mish'al bin Majid è entrato a far del Consiglio di Fedeltà nel 2007. Egli è presidente del consiglio direttivo dell'assemblea e presidente del Forum per lo sviluppo sociale che cerca di affrontare il ruolo del volontariato sociale e la realizzazione di iniziative volte a promuovere lo sviluppo, per raggiungere una società consolidata in cui gli individui che hanno raggiunto un miglior tenore di vita possono aiutare gli altri a raggiungere lo stesso obiettivo, a stabilire il concetto di empowerment individuale e personale e a scoprire le proprie capacità e il proprio potenziale senza riporre troppa fiducia negli altri. Il forum è organizzato ogni due anni dalla Società Majid bin Abd al-Aziz per i servizi di sviluppo e sociali, un'organizzazione senza fini di lucro, che nel 2010 è stata definita la principale organizzazione no-profit per lo sviluppo sostenibile. Questo premio è stato presentato durante la 27ª sessione dell'assemblea dei ministri degli affari sociali del Consiglio di cooperazione del Golfo. È anche presidente del consiglio della Compagnia Majid bin Abd al-Aziz per i servizi sociali e di sviluppo.

## Opinioni
Nel ricordare l'occupazione da parte dei turchi ottomani di Yemen ed Egitto, il principe ha affermato: "La geografia e il popolo dello Yemen sono sia formidabili, che molto difficili. L'Arabia Saudita vuole aiutare lo Yemen, non combattere contro di esso. Gli yemeniti sono gente buona e laboriosa, ma se le cose rimangono tali continueremo a lottare. Il popolo è diviso, ogni tribù è diversa, e ci sono contrasti fra sunniti e zaydi." Secondo lui l'allora presidente yemenita 'Ali 'Abd Allah Saleh non stava facendo bene il suo lavoro. Ha affermato che il Consiglio di cooperazione del Golfo, gli Stati Uniti e l'Europa devono aiutare il paese investendo nell'economia, nella costruzione di scuole, nell'educazione dei cittadini e nella fornitura di tecnologia. Alla domanda su come questo potrebbe essere fatto, Mish'al ha risposto che dovrebbe essere scritto un piano di ricostruzione internazionale per lo Yemen. Ha affermato anche che l'Arabia Saudita non può più scrivere un assegno in bianco, come ha fatto in passato. Mentre l'Arabia Saudita può aiutare con le strade, tutti dovrebbero condividere la costruzione dello Yemen, infatti il paese ha il potenziale "per diventare un paradiso o un inferno." Misha'l ha insistito che "se non lavoriamo duro, gli iraniani trarranno il massimo vantaggio, come hanno fatto in Somalia". Spiegando la sua valutazione desolante, Misha'l ha osservato, "dico quello che sento. Io non sono un diplomatico".
Quando re Abd Allah ha cominciato a limitare alcuni privilegi offerti ai membri della famiglia reale, tra cui il servizio cellulare per "migliaia di principi e principesse", le suite d'hotel pagate dal governo tutto l'anno e il diritto dei reali a richiedere biglietti gratuiti e illimitati dalla compagnia aerea di stato, alcuni di loro si sono arrabbiati per queste nuove regole. Anche Mish'al non era d'accordo su queste riforme.

## Vita personale
Il principe è sposato con Al Jawhara bint Khalid bin Musaid Al Sa'ud e ha quattro figli: Muhdi, Mishail, Nuf e Khalid. Parla correntemente l'inglese e ha viaggiato di frequente da turista in Florida e in California.